# 双塔山镇
双塔山镇，是中华人民共和国河北省承德市双滦区下辖的一个乡镇级行政单位。

## 行政区划
双塔山镇下辖以下地区：
厂沟村、通沟村、中营子村、松树沟村、黄地沟村、单塔子村、下店子村、大元宝山村、大三岔口村、小元宝山村、棋盘地村、团瓢村、应营子村、白庙子村、东平台村、西平台村和大龙庙村。